# Hardžedef
Hardžedef (jméno též někdy nesprávně přepisováno jako Džedefhor) byl mladší syn panovníka 4. dynastie Chufua v Egyptě z doby Staré říše kolem roku 2530 př. n. l. Je mu připisována nejstarší ze dnes známých Knih moudrých rad do života, tedy tzv. egyptských naučení. Tradice jej kupříkladu spolu s Imhotepem řadila k nejvýznamnějším egyptským mudrcům. Podle výzkumů Hermana Junkera byl již ve Staré říši zbožštěn, existují však i stopy o pronásledování jeho památky. Hardžedefova hrobka se nachází v Gíze (G 7220 ) východně od Chufuovy pyramidy.
Postavu Hardžedefa využívala pozdější literární tradice: mimo jiné měl být objevitelem několika kapitol Knihy mrtvých, jejichž text nalezl na starých posvátných místech.
Z textu Hardžedefova naučení je znám pouze začátek rekonstruovaný podle 17 opisů na hieratických ostrakách z ramessovské doby a jednoho na dřevěné tabulce z doby pozdější. Obsahuje jméno autora s jeho tituly, dále následují rady týkající se zejména příprav k posmrtnému životu.